# Фиола, Аттила
Аттила Фиола (венг. Fiola Attila; род. 17 февраля 1990, Сексард) — венгерский футболист, защитник клуба «Фехервар» и сборной Венгрии. Участник чемпионатов Европы 2016, 2020 и 2024 годов.

## Клубная карьера

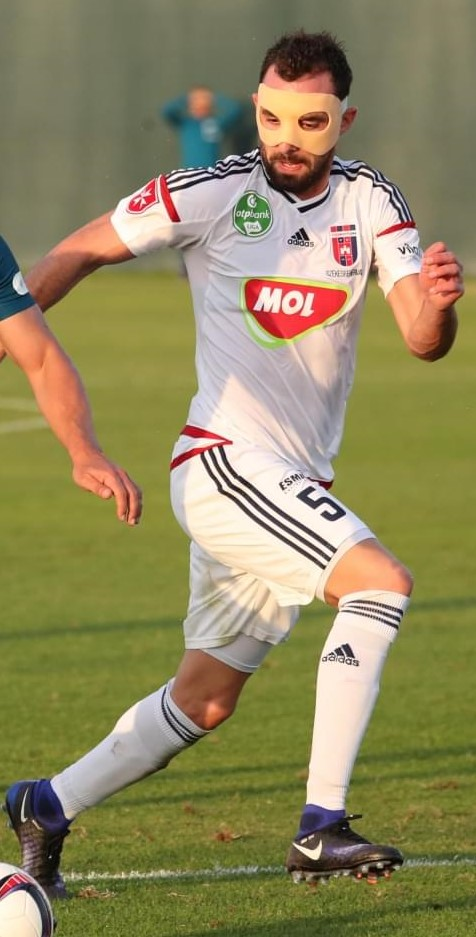
Фиола в составе «Фехервара»

Фиола — воспитанник клуба «Пакш». 17 октября 2009 года в матче против «Кечкемета» он дебютировал в чемпионате Венгрии. В следующем сезоне Аттила стал основным защитником команды и помог ей занять второе место в чемпионате, а также завоевать Кубок венгерской лиги. 29 августа 2014 года в поединке против «Халадаша» Фиола забил свой первый гол за «Пакш».
В начале 2015 года он перешёл в «Академию Пушкаша». 28 февраля в матче против «Дебрецена» Аттила дебютировал за новый клуб. 9 апреля 2016 года в поединке против «Уйпешта» Фиола забил свой первый гол за «Академию Пушкаша».
Летом 2016 года Фиола перешёл в «МОЛ Види». 17 сентября в матче против «Уйпешта» он дебютировал за новую команду. В 2018 году Фиола помог клубу выиграть чемпионат, а в 2019 году завоевать Кубок Венгрии. 27 января 2021 года в матче против «Кишварда» Аттила забил свой первый гол за «МОЛ Види».

## Международная карьера
14 октября 2014 года в отборочном матче чемпионата Европы 2016 против сборной Фарерских островов Фиола дебютировал за сборную Венгрии.
В 2016 году Фиола в составе сборной принял участие в чемпионате Европы во Франции. На турнире он сыграл в матче против команды Австрии.
31 марта 2021 года в отборочном матче чемпионата мира 2022 против сборной Андорры Аттила забил свой первый гол за национальную команду. В том же году Фиола принял участие в чемпионате Европы. На турнире он сыграл в матчах против Португалии, Франции и Германии. 8 сентября того же года в отборочном матче чемпионата мира 2022 против сборной Андорры Эндре забил свой первый гол за национальную команду. В поединке против французов Аттила забил гол.
14 мая 2024 года Фиола в третий раз принял участие чемпионат Европы 2024 в Германии. На турнире он сыграл в матчах против сборных Швейцарии и Германии.

### Голы за сборную Венгрии
| #  | Дата          | Место                                       | Противник | Счёт | Результат | Соревнование                     |
| -- | ------------- | ------------------------------------------- | --------- | ---- | --------- | -------------------------------- |
| 1. | 31 марта 2021 | Эстади Насьональ, Андорра-ла-Велья, Андорра | Андорра   | 0:1  | 1:4       | Чемпионат мира 2022 квалификация |
| 2. | 19 июня 2021  | Ференц Пушкаш, Будапешт, Венгрия            | Франция   | 1:0  | 1:1       | Чемпионат Европы 2020            |

## Достижения
Командные
 «Пакш»
- Обладатель Кубка венгерской лиги: 2010/11

 «Ференцварош»
- Чемпион Венгрии: 2017/2018
- Обладатель Кубка Венгрии: 2018/2019